# Zagroda minowa
Zagroda minowa – przeszkoda, którą stanowią miny morskie postawione według określonego schematu. Ze względu na charakter działania dzielą się też na aktywne zagrody minowe i obronne zagrody minowe.

## Charakterystyka
Celem jej postawienia jest niszczenie okrętów i statków nieprzyjaciela oraz ograniczenie strefy ich działania. W zależności od sposobu rozmieszczenia w nich min rozróżnia się następujące rodzaje zagród:
- składające się z pojedynczych min;
- składające się z linii min (jedno-, dwu-, trzyrzędowych itd.);
- łachy minowe (grupa min na niewielkiej przestrzeni);
- zasłony pionowe (miny o różnym zanurzeniu lub o zapalnikach antenowych).

Miny w linii stawia się w odstępie co 50-100 m. Stawiane mogą być przez stawiacze min, inne okręty nawodne (np.: niszczyciele, krążowniki, kutry torpedowe itp.) przystosowane do ich stawiania, okręty podwodne, lotnictwo.
Zagrody minowe są stosowane przede wszystkim na ograniczonych, zamkniętych oraz płytkich akwenach. Doskonałym tego przykładem jest Morze Bałtyckie, na którym podczas obu wojen światowych postawiono dużą ich liczbę. Przyczyniło się to do znacznego ograniczenia działań morskich na tym obszarze. Wszystkie strony konfliktów poniosły również z powodu ich postawienia znaczne straty.
Zagroda minowa w odróżnieniu od lądowej zapory minowej może być przeszkodą przestrzenną ograniczającą ruchy również w trzecim wymiarze, tzn. w toni wodnej.
Odporność zagrody minowej na wpływ warunków hydrometeorologicznych i trałowanie, pozwalająca zachować określony poziom jej skuteczności (zdolności rażenia) w założonym czasie określa się mianem żywotności zagrody minowej. Zależy ona m.in. od rejonu postawienia (wody otwarte lub zamknięte, własne lub przeciwnika), głębokości morza, zanurzenia min, wielkości falowania i prądów, zlodzenia, temperatury, zasolenia wody, wytrzymałości minlin i innych urządzeń miny (baterii akumulatorów), jakości stanu izolacji przewodów, posiadania przepustnic na minlinie i urządzeń przeciw detonowaniu od bliskich wybuchów, obecności i liczby ochraniaczy w zagrodzie minowej, itp.

## Podział

### Aktywne zagrody minowe
Aktywne (ofensywne) zagrody minowe są przeszkodami minowymi (zagrodami minowymi) ustawianymi na wodach przybrzeżnych nieprzyjaciela lub na podejściach do jego portów, baz morskich, cieśnin itp. Mają one na celu niszczenie okrętów wojennych i statków przeciwnika, ograniczenie im swobody manewru, zwiększenie niebezpieczeństwa ruchu w określonych rejonach akwenów morskich oraz zmuszenie przeciwnika do angażowania znacznej liczby trałowców do ich likwidacji. Szczególną odmianą aktywnych zagród minowych są zapory manewrowe złożone głównie z min pływających stawianych na trasie przemarszu sił nieprzyjaciela. Zapory aktywne stawiane są przede wszystkim przez lotnictwo i okręty podwodne w jak najkrótszym czasie i możliwie w sposób skryty w celu zaskoczenia przeciwnika, także przez szybkie okręty nawodne, np. niszczyciele, rzadziej przez stawiacze min.
Podczas II wojny światowej, szczególne znaczenie miały zagrody stawiane przez niemieckie niszczyciele i ścigacze na wodach brytyjskich na przełomie 1939 i 1940 roku oraz systematyczne minowanie wód niemieckich przez lotnictwo alianckie.

### Obronne zagrody minowe
Obronne zagrody minowe są przeszkodami minowymi (zagrodami minowymi) ustawianymi na własnych wodach przybrzeżnych lub na podejściach do własnych portów, baz morskich, ważnych obiektów na wybrzeżu, w cieśninach itp. Mają one na celu ograniczenie swobody manewru okrętów i statków transportowych przeciwnika, przez to zwiększenie bezpieczeństwa własnego w określonych rejonach akwenów morskich. Tego typu zagrody w połączeniu z własną artylerią nadbrzeżną mogą tworzyć pozycje minowo-artyleryjskie. W połączeniu z sieciami przeciwko okrętom podwodnym mogą tworzyć również zagrody minowo-sieciowe, które są ważnym elementem rubieży przeciwko okrętom podwodnym. Zapory obronne stawiane są przede wszystkim przez stawiacze min, inne okręty nawodne, rzadziej przez lotnictwo i okręty podwodne.